# Дворец Вильяэрмоса
Дворец Вильяэрмо́са (исп. Palacio de Villahermosa) — это большое здание в Мадриде (Испания), бывший особняк герцогов Вильяэрмоса, в котором в настоящее время размещается Музей Тиссена-Борнемисы.

## Описание
Здание выполнено в том же стиле, что и Музей Прадо, находящийся напротив. Дворец имеет три этажа и гармонично сочетает в себе камень и открытый кирпич на фасаде. Небольшой дорический портик обрамляет вход со стороны Carrera de San Jerónimo. В настоящее время он закрыт, так как единственный доступ во дворец находится со стороны противоположного фасада. Этот вход расположен в закрытом саду и более подходит для приема посетителей музея.
Главный фасад дворца с самого начала имел вид на сады. На его карнизе изображен фамильный герб. Это произошло по причине соседства дворца Вильяэрмоса с дворцом герцогов Мединачели (сейчас в нём расположен Hotel Palace), королевское происхождение которых давало им привилегию выставлять свой родовой герб, не имея напротив гербов других родов. 

## История
Расположенный на углу бульвара Пасео-дель-Прадо и улицы Каррера-де-Сан-Иеронимо, дворец был построен и реконструирован в XVIII веке на месте нескольких домов предыдущих столетий.

### Истоки: XVII век
Пасео-дель-Прадо, который до XVI века был пустырем за пределами старого города, стал модным среди мадридского дворянства после строительства Паласио-дель-Буэн-Ретиро (1633–40 гг.), где короли устраивали многолюдные празднества. Несколько дворянских семей пожелали находиться рядом с королевской семьей и построили свои дворцы и особняки неподалёку от Буэн Ретиро. Позднее ещё одно событие повлияло на развитие этой части Мадрида: в 1734 году пожаром был уничтожен Королевский Алькасар. Это обстоятельство заставило королевскую семью постоянно проживать в Буэн Ретиро в течение трех десятилетий, вплоть до торжественного открытия в 1764 году нового королевского дворца — Паласио-де-Ориенте. 

### XVIII век
В середине XVIII века территорию нынешнего музея (включавшего в себя несколько домов и большие сады, располагавшиеся вплоть до нынешнего Банка Испании) приобрела герцогиня Атри, которая тайно вышла замуж за Алессандо Пико делла Мирандола, незаконнорожденного сына из знаменитого итальянского рода. В 1777 году участок был приобретен герцогами Вильяэрмоса. В то время дворец (фактически дом высотой всего в один этаж) подвергался критике за старомодную эстетику рококо: на дверях и окнах его фасадов была замысловатая лепнина. Примерно в 1783 г. дворец был перестроен: герцог приказал ликвидировать все внешние украшения, увеличить окна и балконы, заштукатурить стены и пристроить к двери, выходящей на Каррера-де-Сан-Иеронимо, маленький портик с колоннами. Все эти элементы сохранились до наших дней.

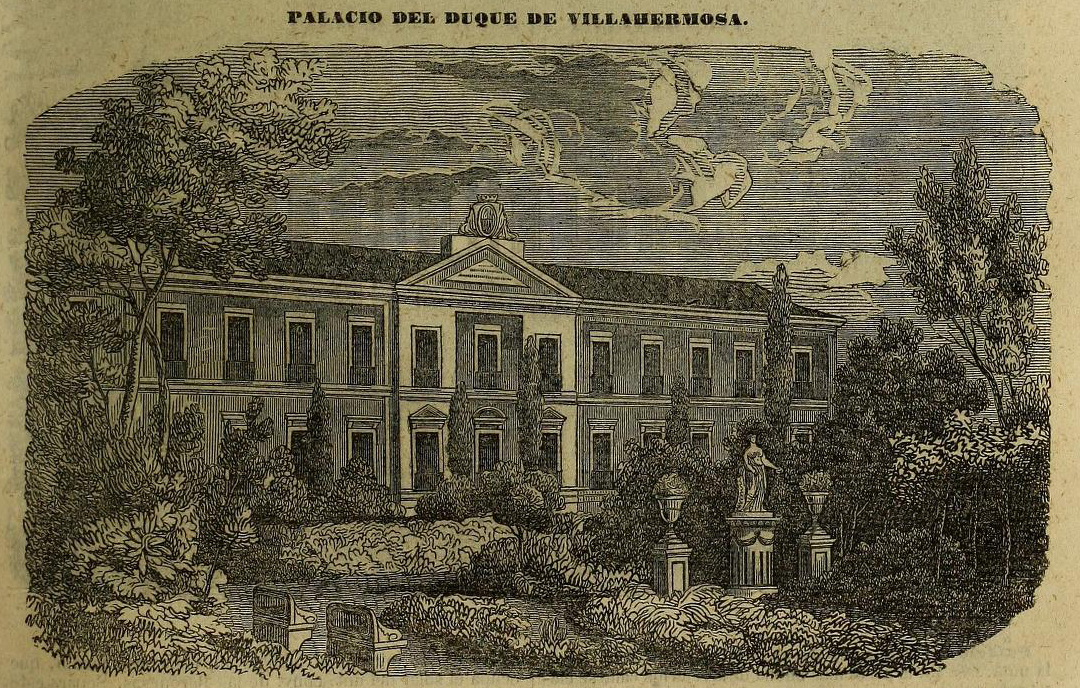
Вид на дворец Вильяэрмоса. Гравюра из географическо-исторического словаря Паскуаля Мадоса, изданного в 1850 году.

### XIX век: великолепие
Нынешний вид дворца, с тремя этажами и кирпичными и гранитными фасадами, напоминает соседний музей Прадо и является ответом на очередную реконструкцию музея в неоклассическом стиле, предпринятую в 1805 году. Ответственным архитектором был Антонио Лопес Агуадо, ученик Хуана де Вильянуэвы, который выполнял работы по поручению Марии Мануэлы Пиньятелли и Гонзаги, вдовы XI герцога Вильяэрмоса, Хуана Пабло де Арагон-Азлора. На самом деле, дворец получил свое название, потому что это была резиденция герцога в Мадриде. 
Любопытно, что именно здесь жил герцог Ангулемский, когда прибыл в Мадрид во время французской интервенции в Испанию. 
В середине XIX века особняк Вильяэрмоса был одной из самых прославленных резиденций в Мадриде, где проходили знаменитые фестивали и культурные вечера. Пианист и композитор Ференц Лист в 1844 году играл на фортепиано в одном из залов дворца (согласно табличке, установленной на фасаде в Каррера-де-Сан-Иеронимо). А в 1846–56 годах герцоги сдавали первый этаж здания в качестве резиденции Художественного и Литературного лицея.  

### 1973: отделение банка
Вплоть до XX века дворец сохранил свои роскошные интерьеры, которые включали большой бальный зал и фамильную часовню. В 1966 году в журнале Blanco y Negro о дворце был опубликован большой фоторепортаж. Но в 1973 году все это было потеряно: особняк был куплен банком López Quesada. Благородные помещения были превращены в офисы, а крыша была изменена, чтобы получить достаточную высоту на мансарде.  

### 1984–89: филиал Прадо
После банкротства банка, в 1980 году здание перешло в руки испанского государства, а в 1984 году было передано Музею Прадо в качестве дополнительного помещения для размещения временных выставок. Для этого на первом этаже была проведена небольшая реконструкция. Последними крупными выставками, которые здесь проходили, были «Гойя и дух Просвещения» в 1988, а также «Шедевры из коллекции Масавеу» в начале 1989 года.   

### 1990–92: переоборудование под Музей Тиссена

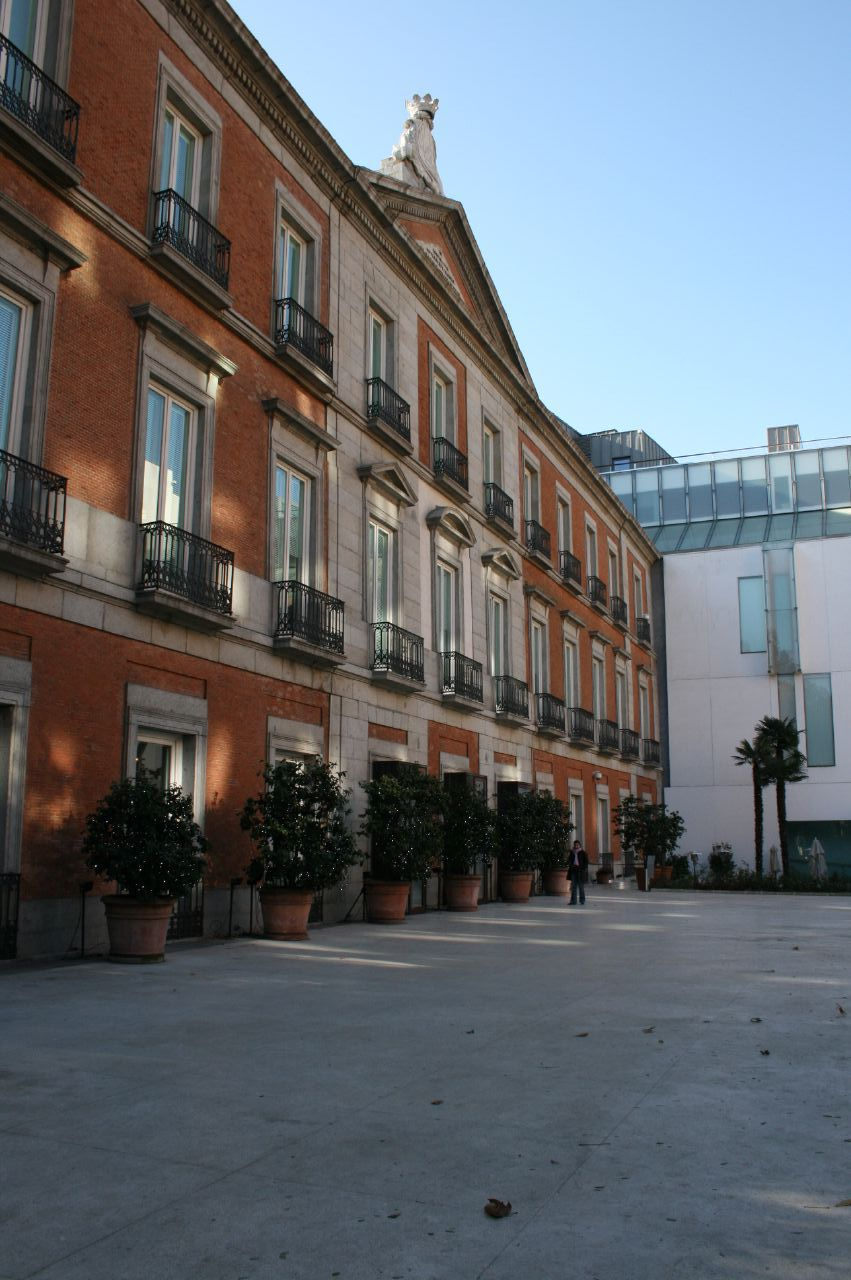
Северный фасад дворца. Сверху герб семьи Вилльяэрмоса. Справа можно увидеть пристройку с новым фасадом в минималистском стиле, открытую в 2004 году.

После переговоров с бароном Тиссеном о выставке его частной коллекции в Мадриде, испанское правительство решило предложить ему дворец Вильяэрмоса в качестве постоянного помещения для его шедевров. Такое предложение стало ключевым для успеха соглашения, поскольку другие европейские города (например Лондон) предлагали менее интересные места, которые не нравились барону. Он искал изысканное здание в привилегированном месте с большим потоком туристов. Всё это было присуще дворцу с видом на Пласа-де-Нептуно и недалеко от великих национальных музеев столицы. К сожалению, передача особняка в качестве музея Тиссена-Борнемисы означала лишение Прадо дополнительных залов, которые были очень необходимы. Эту проблему музей смог решить только 20 лет спустя, расширив свои пощади до Королевской Церкви Святого Иеронима. 
Реконструкция дворца Вильяэрмоса в музей была спроектирована Рафаэлем Монео, известным архитектором из Тудела. Работы были выполнены быстро: первый камень был заложен в марте 1990 года, и в течение года квартал был очищен до основания и полностью перестроен, нетронутыми остались только фасады. Отделочные работы начались в 1991 году и уже в мае 1992 года законченное здание было представлено СМИ, хотя открытие музея с уже размещенной экспозицией было отложено до октября того же года. Передача более 700 произведений искусства барона Тиссена из его особняка в Лугано включала в себя сложную логистику и считалась крупнейшим перемещением художественных произведений в Европе со времен Второй мировой войны. 

### 2004: расширение
В 2004 году к музею были добавлены два соседних здания, которые когда-то принадлежали семье Гойенече, в основном для размещения коллекции Кармен Тиссен-Борнемиса. Эти здания сохраняют дифференцированную эстетику снаружи, при этом их интерьеры следуют за атмосферой главного здания. 